# Edificio d'ingresso del Policlinico San Matteo
L'edificio d'ingresso del Policlinico San Matteo è un edificio appartenente a una struttura ospedaliera a Pavia.

## Storia
Nella seconda metà dell'Ottocento, si diffonde un nuovo modello di ospedale a padiglioni, meglio adatto per isolare le diverse infermerie.  Il vecchio ospedale San Matteo di Pavia, oltre alla cura dei malati, ospitava attività didattiche e di ricerca legate all'Università. Tuttavia, la struttura diventò presto insufficiente, senza possibilità di ulteriori espansioni. Pertanto, già dai primi anni del Novecento, si auspicava a Pavia un rinnovamento delle Cliniche e degli Istituti scientifici, promosso, in particolar modo, dallo scienziato e medico Camillo Golgi. Durante la cerimonia di apertura dell'anno accademico 1906-1907, lo stesso Camillo Golgi annunciò la decisione degli Enti locali di destinare i fondi concordati per la costruzione di un nuovo Ospedale clinico. Questa scelta segnò il passaggio da un generico programma di aggiornamento delle cliniche alla decisione di realizzare il nuovo Policlinico. Poiché la struttura a padiglione richiedeva una vasta area, si decise di localizzarla nelle aree Caima e Deserto, a nord-ovest della città, oltre il Navigliaccio, che offre una vasta estensione di oltre 335.000 metri quadrati.
Il 30 dicembre 1908 una Commissione, presieduta da Camillo Golgi e composta da nove membri, annunciò un concorso nazionale per la progettazione del nuovo Policlinico, offrendo premi di 25.000 e 10.000 lire. Il concorso si concluse il 30 giugno dell'anno successivo, con la presentazione di 8 progetti, esposti successivamente nell'Aula Magna dell'Università per essere sottoposti al giudizio della cittadinanza. Nonostante la nomina di una Commissione Tecnica, nessuno dei progetti venne giudicato idoneo, per varie ragioni, soprattutto economiche, perciò il concorso si concluse senza vincitori. Il 1º giugno 1911 venne indetto un nuovo concorso nazionale per il Policlinico di Pavia, richiedendo una serie di padiglioni autonomi immersi nel verde. Tra dieci progetti partecipanti, ne furono selezionati quattro per un’ulteriore elaborazione: Ballerio-Antonelli Violi, fratelli Benigni, Bertolaja-Speroni e Gardella-Martini. Dopo un esame accurato, nel luglio del 1913, la Commissione dichiarò vincitori gli ingegneri Arnaldo Gardella e Luigi Martini, suggerendo una serie di modifiche per correggere alcuni difetti evidenziati. Il 3 ottobre 1914 venne annunciata l'asta pubblica per l'appalto dei lavori del Policlinico. Durante l'inverno seguente, iniziarono lo sterro e le fondazioni, con l'obiettivo di completare il complesso entro l'anno accademico 1918-19. Nel 1916, però, i lavori furono interrotti a causa della Grande Guerra e solo nel 1925, grazie a un nuovo stanziamento di fondi, venne avviata la fase conclusiva del cantiere. 
Nel frattempo, il dibattito sull'edilizia ospedaliera avanzava: la tipologia a padiglione fu sostituita dal monoblocco a più piani. Questo rese il progetto Gardella-Martini ormai superato. Di conseguenza, i lavori appena iniziati vennero demoliti e quelli in fase grezza furono ampliati e modificati per ospitare ulteriori Istituti e Cliniche. Ciononostante, queste modifiche non alterarono la tipologia originale del progetto. Il Policlinico è infatti costituito da undici padiglioni collegati da ampie gallerie, circondati da un parco-giardino con prati e vialetti alberati, delimitato da un muro di cemento perimetrale. L'architettura è descritta come «molto sobria ed ottenuta più con l'effetto delle masse che con lo studio e la ricercatezza delle linee». Il 31 ottobre 1932, il nuovo complesso venne inaugurato solennemente da Benito Mussolini.

## Descrizione
L'ospedale rappresenta il risultato di un compromesso. Durante le discussioni iniziali si era valutata l'idea di costruire due ospedali affiancati: uno destinato alla ricerca gestito dall'università, e l'altro dedicato alla clinica, sotto la giurisdizione del Consiglio ospedaliero per la Cura. Alla fine, si è deciso di creare un unico ospedale con una struttura a pettine.  Il progetto originale è stato successivamente rielaborato dagli ingegneri Giuseppe Mariani e Leonardo Sala del Genio Civile. Il progetto Gardella-Martini è stato implementato fedelmente solo nella palazzina d'ingresso. Questo edificio, situato su un ampio piazzale semicircolare, si estende in lunghezza su due piani coronati da un falso attico che maschera le falde del tetto. L'uso di aggetti crea una gerarchia visiva, enfatizzando l'avancorpo centrale, evidenziato anche dalla maggiore altezza. Esso in facciata presenta al piano terra tre eleganti cancellate in ferro battuto di cui solo le due laterali, di minor ampiezza rispetto a quella centrale inutilizzata, consentono l'accesso ad un ampio atrio passante. Al piano superiore, in corrispondenza delle aperture sottostanti, sono presenti tre finestre: quella centrale, più ampia delle due laterali, è divisa internamente da semi-pilastri in tre parti, di cui quella al centro è più ampia, altri due semi-pilastri più piccoli, invece, sono addossati alle pareti laterali.
I due piani sono separati da una pensilina in ferro e vetro, la cui ampiezza è pari allo spazio occupato dalle tre cancellate.
Ai lati del corpo centrale l'edificio prosegue orizzontalmente, ma non in modo completamente simmetrico: la prima apertura a piano terra nel lato sinistro è una porta, mentre la corrispondente apertura nel lato destro è una finestra. I due corpi laterali presentano quattro aperture per piano, di cui l'ultima, su entrambi i livelli, riprende esattamente la tipologia di apertura vista nell'avancorpo centrale. L'edificio poi prosegue ulteriormente con altri due bracci retrostanti che ospitano cinque finestre per piano. Il piano terra lungo tutto il perimetro dell'edificio è caratterizzato da un finto bugnato, assente al livello superiore. All'estremità destra dell'edificio è situato l'accesso carrabile.
Varcato l'accesso, su una parete, sotto un rilievo raffigurante la Pietà, è riportata una breve sintesi della storia del nuovo Policlinico. Al piano superiore si trova una grande sala per le riunioni, con un dipinto di Antonio Oberto che raffigura la Beneficenza sulla volta.